# Shantae
Shantae è un videogioco a piattaforme per Game Boy Color pubblicato nel 2002 da Capcom. Primo capitolo dell'omonima serie e considerato il successore spirituale di Monster World IV, il gioco ha riscosso poco successo, sebbene abbia ricevuto critiche positive.
Nel 2013 il gioco è stato distribuito per Nintendo 3DS tramite Virtual Console. Dopo la pubblicazione della conversione, la WayForward Technologies ha sviluppato diversi sequel di Shantae per DSiWare, iOS, Wii U, PlayStation 4, Xbox One e Microsoft Windows.

## Trama
Nella città di Scuttle Town, nelle terre di Sequin Land, avviene un improvviso attacco pirata organizzato dalla piratessa Risky Boots e dalla sua ciurma di Tinkerbats. La guardiana mezzo-genio della città, Shantae, si prende quindi l'incarico di mettere la città in salvo e di sconfiggere i nemici. I pirati vogliono infatti rubare un motore a vapore dalla case del ricercatore di reliquie Mimic, zio di Shantae, per far sì che Risky Boots possa utilizzarla per potenziare i propri mezzi per controllare i sette mari. Mimic spiega a sua nipote Shantae che se Risky entrerà in possesso delle quattro pietre elementali la macchina raggiungerà il suo potere massimo creando un'arma inarrestabile. Shantae si mette così in viaggio per cercare di ottenere tutte le pietre prima di Risky Boots.
Le quattro pietre si trovano all'interno di quattro labirinti. Shantae riesce a trovare la posizione di questi labirinti grazie alle indicazioni Sky e Bolo, suoi amici da sempre, incontrando nel frattempo nuovi alleati come la furba zombie Rottytops. Dopo aver ottenuto le quattro pietre ed essere giunta alla fine del quarto labirinto, Shantae viene attaccata da Risky Boots e privata di ognuna di esse. Per fermarla, Shantae trova la posizione del Nascondiglio di Risky utilizzando un telescopio noto come Sky Scope. Una volta trovato il nascondiglio, Shantae si teletrasporta lì e distrugge il Tinker Tank. Risky cerca di uccidere Shantae in un'ultima battaglia corpo a corpo, ma senza successo. Durante il cedimento del nascondiglio, Shantae scappa via e viene condotta al Regno dei Geni per il suo coraggio. Qui le pongono un'offerta: rimanere nel Regno dei Geni per sempre o tornare alla realtà. Alla fine Shantae sceglie di tornare alla realtà a Scuttle Town, annunciando a Mimic la distruzione del motore a vapore per una buona causa.

## Personaggi
- Shantae: protagonista del gioco, è una ragazza mezza-genio dai lunghissimi e caratteristici capelli viola, che utilizza come frusta per combattere. È inoltre una bellissima danzatrice del ventre, e ha il potere di cambiare forma effettuando dei passi di danza specifici. Possiede un'amicizia di lunga data con Sky e Bolo.
- Bolo: un goffo guerriero amico di Shantae che risiede a Water Town. Mostra spesso di essere distratto dal fascino di Risky Boots, tanto da aiutarla involontariamente il più delle volte, cosa per cui viene spesso insultato dalla protagonista. Apre per lei il primo labirinto della Dribble Fountain con la sua palla chiodata.
- Sky: amica di Shantae la quale risiede ad Oasis Town, dove possiede un vivaio nel quale allena i suoi uccelli da guerra, oltre al suo più fidato Wrench. Da indicazioni a Shantae su dove trovare il labirinto nel deserto.
- Rottytops: ragazza zombie che gira di notte assieme agli altri della sua banda tramite un caravan. Le piace scherzare e infastidire Shantae per gioco, e al contrario dei suoi fratelli zombie è interessata a mangiare cervelli.
- Risky Boots: principale antagonista del gioco, è una piratessa affascinante e seducente, ma subdola e senza cuore. Si è autoproclamata "regina dei sette mari", e le piace stuzzicare Shantae prima di una battaglia.
- Mimic: zio di Shantae e ricercatore di reliquie, viene chiamato così perché fa sempre una copia di tutto ciò che trova. Mimic si dimostra affettuoso con Shantae, dicendole spesso di non cacciarsi nei guai.